# Rap alternativo
El rap alternativo (también conocido como hip hop alternativo) es un subgénero de la música hip hop que abarca una amplia gama de estilos que normalmente no se identifican como convencionales. AllMusic lo define como compuesto por "grupos de hip hop que se niegan a ajustarse a cualquiera de los estereotipos tradicionales del rap, como gangsta, bass, hardcore y party rap. En cambio, desdibujan los géneros que se basan por igual en el funk y el pop/rock, así como en el jazz, el soul, el reggae e incluso el folk".

## Historia
Originario de finales de la década de 1980, en medio de la edad de oro del hip hop, el hip hop alternativo estaba encabezado principalmente por grupos de la costa este como De La Soul, Jungle Brothers, A Tribe Called Quest, Pete Rock & CL Smooth, Brand Nubian y Digable Planets en conjunción subsidiaria con actos de la Costa Oeste como The Pharcyde, Digital Underground, Souls of Mischief, Del the Funky Homosapien y Freestyle Fellowship, así como ciertos actos sureños como Arrested Development, Goodie Mob y Outkast. [4] Al igual que el movimiento del rock alternativo, el hip hop alternativo se convirtió en la corriente principal a principios de la década de 1990. Arrested Development, junto con The Fugees, son algunos de los primeros rap alternativos en ser reconocidos por el público general. [2] Los álbumes de debut clásicos 3 Feet High and Rising, People's Instinctive Travels and the Paths of Rhythm, y Bizarre Ride II ,the Pharcyde lograron un éxito comercial menor, ya que obtuvieron una inmensa aclamación de los críticos de música, quienes describieron los discos como logrando ser ambiciosamente innovadores pero obras maestras lúdicas, alabando a los artistas como el futuro de la música hip hop en su conjunto. [5] Bautizado como "The Sgt. Pepper of hip hop", el álbum debut de De La Soul, 3 Feet High and Rising, fue considerado la vanguardia del subgénero. Como escribió el crítico musical Jon Bush en retrospectiva:
El debut más ingenioso, seguro y divertido en la historia del hip-hop, 3 Feet High and Rising no solo demostró que los raperos no tenían que hablar sobre las calles para triunfar, sino que también expandieron la paleta de material de muestreo con un caleidoscopio de sonidos. y referencias extraídas de la música pop, soul, disco e incluso country. Tejiendo ingeniosos juegos de palabras y hábiles rimas a lo largo de dos docenas de pistas organizadas libremente en torno a un tema de programa de juegos, De La Soul rompió los límites en todo el LP, pasando fácilmente de la maravillosa introducción de mi filosofía "The Magic Number" a un interior inteligente y cariñoso. viñeta de la ciudad llamada "Ghetto Thang" para el relato desenfadado del fin de la inocencia "Jenifa Taught Me (Derwin's Revenge)". Los raperos Posdnuos y Trugoy the Dove hablaban de todo lo que querían (incluido el olor corporal), tocando rápido y suelto en el micrófono como Biz Markie. Sutilmente disfrazados bajo una capa de humor, sus temas líricos iban desde el amor verdadero ("Eye Know") al poder destructivo de las drogas ("Say No Go") a la filosofía Daisy Age ("Tread Water") al sexo ("Buddy" ). Prince Paul (de Stetsasonic) y DJ Pasemaster Mase abrieron el camino en el extremo de la producción, con docenas de muestras de todo tipo de artistas de izquierda, incluidos Johnny Cash, The Mad Lads, Steely Dan, Public Enemy, Hall & Oates y las tortugas. La pareja no solo usó esas muestras como ganchos o pausas de batería, como la mayoría de los productores de hip-hop habían hecho en el pasado, sino como rellenos de una fracción de segundo y bromas que hacían que algunas pistas sonaran más como discos de DJ. Incluso "Potholes on My Lawn", que muestra un arpa de boca y un yodeling (para el coro, nada menos), se convirtió en un gran éxito de R&B. Si era fácil creer que la revolución estaba aquí al escuchar el rap y la producción de It Takes a Nation of Millions to Hold Us de Public Enemy, con De La Soul, Daisy Age parecía prometer una nueva era de positividad en el hip-hop. .
- Jon Bush
Mediados y finales de la década de 1990: declive generalizado
A diferencia del rock alternativo, que se convirtió en un pilar de la música convencional y reemplazó al glam metal de la generación anterior como la forma más popular de música rock, el impulso comercial del hip hop alternativo se vio obstaculizado por el entonces también emergente, significativamente más duro. superó el gangsta rap de la costa oeste. [5] Con su tono agresivo, tendencias nihilistas e imágenes violentas, el gangsta rap se consideraba el subgénero más entretenido y lucrativo, como lo demuestran las altas posiciones en las listas, el éxito en la radio y los récords de ventas multiplatino de raperos gangsta como Snoop Dogg, Warren G. y NWA, que fueron ampliamente acogidos por los principales sellos discográficos y produjeron una legión de imitadores. [5] Álbumes como Straight Outta Compton, The Chronic y Doggystyle redefinieron la dirección del hip hop, lo que resultó en que el lirismo sobre el estilo de vida gangsta se convirtiera en la fuerza impulsora de las cifras de ventas. [6] La situación se rompió a mediados de los 90 con el surgimiento y la popularidad generalizada de artistas de rap incondicional de la costa este como Wu-Tang Clan, Nas, The Notorious B.I.G. y Mobb Deep. Tanto el gangsta rap de la costa oeste como el hardcore de la costa este y sus muchos derivados se volvieron más prominentes en la música popular, mientras que el rap alternativo quedó relegado en gran medida a la escena underground. [Cita requerida] Después de este desarrollo, muchos actos de rap alternativo finalmente se disolvieron o se desvanecieron en oscuridad. Sin embargo, artistas como The Roots, Common, Mos Def & Black Star, Fugees, Del the Funky Homosapien, A Tribe Called Quest, Outkast, Hieroglyphics, Camp Lo y De La Soul continuaron lanzando álbumes durante ese tiempo. [Cita necesario]
En los años 90, la popularidad del rap alternativo, que había crecido tan rápidamente en los años 80, decayó. Esto se debió al florecimiento de otros géneros: el gangsta rap, el hardcore rap y el g-funk. Están surgiendo nuevos intérpretes en la escena del rap, reuniendo artistas de rap alternativo con letras callejeras y tendencias nihilistas en sus letras. Esto ocurrió por primera vez en la Costa Oeste, donde había death metal y artistas discográficos despiadados. Dre, 2Pac, Snoop Dogg, Eazy-E. Desde mediados de los 90, el Wu-Tang Clan ha ido perdiendo terreno en la Costa Este, hogar de artistas de rap hardcore como Notorious BIG, Mobb Deep, Nas y Big Pun. El rap alternativo está empezando a abandonar la escena mainstream y a hundirse en la clandestinidad. En su libro de 1995 sobre el estado actual de la cultura hip-hop , el crítico musical Stephen Rodrick escribió que, en ese momento, el hip-hop alternativo había "provocado poco más que bostezos apenas disimulados en otros raperos y el público urbano " y concluyó que el subgénero era un fracaso. [ 11 ]
Finales de la década de 1990 a la década de 2010: Renacimiento
A finales de los años 1990 se produjo un gran avance comercial con el renovado interés del público en general por la música independiente debido al éxito general de grupos como Fugees y Arrested Development , [ 12 ] mientras que grupos como Slum Village , Common , [ 13 ] y Roots estaban adquiriendo relevancia. [ 10 ]
Los Fugees tuvieron un enorme éxito crítico y comercial con el lanzamiento de su segundo álbum, The Score , en 1996. [ 14 ] El álbum alcanzó el número uno en la lista Billboard 200 de EE. UU., [ 15 ] y se convirtió brevemente en el álbum de hip-hop más vendido de todos los tiempos. [ 16 ] Ese mismo año, A Tribe Called Quest alcanzó su pico comercial con el lanzamiento de su álbum Beats, Rhymes and Life , que alcanzó el número uno en el Billboard 200 de EE. UU. y se convirtió en su lanzamiento más vendido, [ 17 ] mientras que grupos como Outkast y De La Soul lanzaron algunos de sus álbumes más definitivos con Atliens y Stakes Is High . [ 18 ]
Desde mediados de la década de 1990, sellos discográficos independientes como Rawkus Records , Rhymesayers Entertainment , Anticon , Stones Throw , Definitive Jux y QN5 han experimentado un éxito menor en la corriente principal con actos de rap alternativo como CunninLynguists , Jurassic 5 , Little Brother , Talib Kweli , MF Doom , Atmosphere , Antipop Consortium , Mos Def , Doomtree , Pharoahe Monch , El-P , Quasimoto , Living Legends , Cyne , Blue Scholars y Aesop Rock . En la década de 2000, el hip-hop alternativo recuperó su lugar dentro de la corriente principal, debido en parte a la disminución de la viabilidad comercial del rap gangsta, así como al éxito crossover de artistas como Outkast, Kanye West y Gnarls Barkley . [ 19 ] [ 20 ]
El quinto álbum de estudio de Outkast, Speakerboxxx/The Love Below (2003), recibió elogios universales de la crítica musical y contó con dos sencillos número uno. El álbum ganó un premio Grammy al Álbum del Año , convirtiéndose en el segundo álbum de hip-hop en ganar el premio ( The Miseducation of Lauryn Hill fue el primero) y ha sido certificado diamante tras vender 11 discos de platino por la Asociación de la Industria Discográfica de Estados Unidos (RIAA). [ 21 ]
MF Doom había estado en pleno ascenso en la escena underground tras el lanzamiento de su álbum debut, Operation: Doomsday (1999). Regresó a la escena hip-hop tras la disolución del grupo KMD . [ 2 ] Posteriormente, en 2004, su proyecto Madvillainy con Madlib se lanzó como el dúo Madvillain . Este álbum fue elogiado por la crítica musical e inspiró a otros artistas, como Aminé y Joey Badass . [ 22 ]
Gnarls Barkley tuvo un éxito inesperado con su sencillo debut, « Crazy ». Gracias a las altas ventas de descargas, alcanzó el número uno en las listas de éxitos de varios países, incluyendo el Reino Unido, donde se convirtió en el sencillo más vendido de 2006. [ 23 ] La canción fue nombrada la mejor canción de 2006 por la revista Rolling Stone y la encuesta anual de críticos Pazz & Jop de Village Voice . [ 24 ] [ 25 ] Posteriormente, Rolling Stone clasificó «Crazy» como la canción número uno de la década. La canción ha sido certificada con doble platino por la RIAA. [ 26 ] El dúo recibió múltiples galardones; en la 49.ª edición de los Premios Grammy , ganaron los premios a la Mejor Interpretación Urbana/Alternativa y al Mejor Álbum de Música Alternativa . [ 27 ]
Los analistas de la industria consideran la competencia de ventas de 2007 entre Graduation de Kanye West y Curtis de 50 Cent como un punto de inflexión para el hip-hop. West salió victorioso, vendiendo casi un millón de copias solo en la primera semana. Ben Detrick, de XXL, atribuyó el resultado de la competencia de ventas a un cambio en el rumbo del hip-hop y a la apertura del camino para nuevos raperos que no seguían el molde hardcore - gánster , escribiendo: «Si alguna vez hubo un momento decisivo que indicara el cambio de dirección del hip-hop, quizás fue cuando 50 Cent compitió con Kanye en 2007 para ver qué álbum lograría mayores ventas. 50 perdió con facilidad, y quedó claro que la excelente composición musical prevalecía sobre la experiencia de la vida callejera. Kanye lideró una ola de nuevos artistas —Kid Cudi , Wale , Lupe Fiasco , Kidz in the Hall , Drake , Nicki Minaj— que carecían del interés o la capacidad para crear narrativas sobre cualquier tiroteo o tráfico de drogas del pasado ». [ 28 ] De manera similar, en un artículo retrospectivo, Rosie Swash de The Guardian consideró la competencia de ventas del álbum con Curtis de 50 Cent como un momento histórico en el hip-hop, escribiendo que "resaltó las facetas divergentes del hip-hop en la última década; el primero era el rap gangsta de los años 2000, mientras que West era la alternativa del hombre pensante". [ 29 ]
Varios artistas y grupos reconocen estar directamente influenciados por sus predecesores de la década de 1990, además de grupos de rock alternativo, mientras que su música ha sido señalada por los críticos como la expresión de sonidos eclécticos, experiencias de vida y emociones rara vez vistas en el hip-hop convencional. [ 30 ] A medida que la música rock tradicional se vuelve cada vez menos sinónimo de música pop , más artistas de centro-izquierda que no son totalmente adoptados por la radio de hip-hop han encontrado cada vez más inclusión en la radio alternativa . [ 31 ] Según Nielsen SoundScan , los actos de hip-hop contemporáneos que reciben cada vez más difusión nacional en la radio alternativa incluyen a Run the Jewels , Childish Gambino , Logic , Brockhampton , LIFT y nothing, nowhere . [ 31 ] Con respecto a las audiencias, según Jeff Regan, director sénior de programación musical del canal Alt Nation en Sirius XM Radio , "Esta generación tal vez nunca haya ido a una tienda de discos o de CD donde hubiera una sección de hip-hop y una sección de rock , todo ha estado frente a ellos en una pantalla". [ 31 ] Por lo tanto, artistas y grupos tradicionalmente percibidos como raperos se incluyen en sus listas de reproducción, predominantemente orientadas al rock . Dijo: «Ya sea Lil Peep , Brockhampton o Post Malone , hemos probado discos de todos esos artistas... Necesitamos cierta profundidad en la música que presentamos. Ya sea en una computadora portátil o con un amplificador y una guitarra, solo quiero encontrar algo nuevo; eso es lo que se supone que es lo alternativo». [ 31 ]